# William F. Barrett

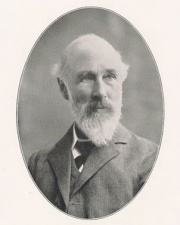
William F. Barrett

Sir William Fletcher Barrett (* 10. Februar 1844 in Kingston, Jamaika; † 26. Mai 1925 in London) war ein englischer Physiker. 
Er wurde in Jamaika geboren, weil sein Vater William Garland Barrett dort Amateur-Naturforscher war. 1848 kehrte die Familie wieder nach England zurück.
Er entdeckte Stalloy, eine Silizium–Eisen-Legierung, die in der Elektrotechnik verwendet wird. Er hat auch Forschungsarbeiten über die Wünschelrute durchgeführt. Zudem wies er mittels Gasflammen die Existenz von Schallwellen nach, die nicht vom menschlichen Ohr registriert werden können. Barrett war Professor für Physik an der Universität Dublin.
1874 wurde er zum Fellow der Royal Society of Edinburgh gewählt. 1899 wurde er Fellow der Royal Society of London.